# Listă de abrevieri din 6 litere
Aceasta este o listă de abrevieri din șase litere:
| Sigle de o literă                       |                               |
| Sigle de două litere                    |                               |
| Sigle de trei litere                    |                               |
| AAA → DZZ EAA → HZZ IAA → LZZ MAA → PZZ | QAA → TZZ UAA → XZZ YAA → ZZZ |
| Sigle de patru litere                   |                               |
| Sigle de cinci litere                   |                               |
| Sigle de șase litere                    |                               |

- DGPSPM - Direcția Generală de Pașapoarte, Străini și Probleme de Migrări -
- DGCPTS - Direcția Generală de Contabilitate Publică și Trezoreria Statului -